# 文明の同盟
文明の同盟（United Nations Alliance of Civilizations、UNAOC）は、 2005年の第59回国際連合総会において、スペインの首相ホセ・ルイス・ロドリゲス・サパテロにより提案され、トルコの首相レジェップ・タイイップ・エルドアンが共同提案者の一人として発足した同盟である。異文化間対話、および宗際対話と協力を活発化することにより、過激主義を克服する国際的行動を推進することを目指している。とくに、西欧諸国とイスラム社会との間の緊張緩和に力を入れている。

## 発足
2000年以降、イスラム社会と西欧諸国との間に相互不信、恐怖および誤解が、増大しつつあった。異なる文化的背景をもつ人々のグループ同士が共存するための安定が失われ、世界各地で極端な原理主義が活発化していた。その最も過激な形態が、テロリズムである。多くの政治リーダーが、価値観や信仰などの基本的人権に対する寛容、理解と尊重に立脚し、異なる民族的・宗教的グループ間における共通基盤を生み出す努力を尽くすべきだと訴えていた。その結果、過激主義に対応するために、世界中の多様なグループの平和的共存に向けた包括的な同盟を設立することとなった。

## 提案
国連『文明の同盟』(The Alliance of Civilizations)は、2005年、第59回国際連合総会の席上で、イスラム文化と関わりが深い歴史を持つスペインの首相ホセ・ルイス・ロドリゲス・サパテロにより提案され、トルコの首相レジェップ・タイイップ・エルドアンが共同提案者となった。そして、2006年末までに国際連合加盟国が採用できる行動の策定が提言された。

## 準備

### ハイレベル・グループ(HLG)の設立
第7代国際連合事務総長のコフィー・アナンは、政策立案、学界、市民社会、宗教およびマスコミを代表する20名の有識者からなるハイレベル・グループ（HLG）を結成した。あらゆる宗教と文明を網羅する人材からなるメンバーには、『ダイアログ・アマング・シヴィライゼーションズ』（文明間の対話）を提案した前イランの大統領のモハンマド・ハータミー、ノーベル平和賞受賞者の英国国教会南部アフリカ聖公会ケープタウン元大主教デズモンド・ムピロ・ツツ、中露関係への貢献によりサンクトペテルブルク300メダルを受賞したパン・グアン、そして『アピール・オブ・コンシャス財団』の創立者兼代表であり、大統領市民勲章受章者のアーサー・シュナイアーなどが名を連ねていた。HLGは、2005年11月から2006年11月までに5回の会合を重ね、西洋とイスラム社会との関係についてなどを記した最終報告書を提出した。

### ハイレベル・グループ(HLG)会議
第1回HLG会議は、2005年11月にスペインで開催された。第2回HLG会議は、2006年2月25日-27日にカタールのドーハにて、「ムハンマド風刺漫画掲載問題」に起因する西洋とイスラム世界との危機鎮静をテーマとして開催された。第3回HLG会議は、2006年5月28日-30日に、セネガルのダカールにて開催された。第5回HLG会議は、2006年11月にイスタンブールで開催され、最終レポートがコフィー・アナン、ホセ・ルイス・ロドリゲス・サパテロおよびレジェップ・タイイップ・エルドアンに提出された。最終報告書には、西洋社会とイスラム社会が、互いの誤った先入観や誤解を解くための提言と具体的な解決策の概要が盛り込まれた。その報告書では、「激化するイスラムと西洋の隔絶の原因は、宗教ではなく、政治にある」とされていた。

### ハイレベル・グループ(HLG)の報告書
2006年に、ハイレベル・グループ（HLG）により発表された最終報告書は、2部構成である、第1部は、イスラム世界と西欧社会との関係における世界的な背景と状況を分析した報告書であった。イスラム社会と西欧社会との関係を本質的かつ永続的に改善するためには、政治的段階を踏むことが必須であるとされ、包括的な政策が提案された。第2部は、異文化間の緊張は、いまや政治的レベルを超えて人々の心や感情にまで広がっているという内容であった。これに対処するため、教育、人種統合と人口移動、青少年、マスメディアの4分野から、概略的な提案が記されていた。
報告書では、排外主義と過激主義の克服を勧告している。排外主義を『排他性を促進し、自分たちの思想のみが唯一の真実であると主張する思想』と定義づけ、他の宗教教義を否定して特定の一つのみが真実と主張する宗教グループは望ましくないとし、3つの一神教グループが排外主義に関連があると指摘された。また、パレスチナ問題を解決することが重要であると記されていた。

## 組織
最高位の役職は『文明の同盟』国連上級代表である。『文明の同盟』国連上級代表は、主導的地位であり主要報道官としての役割を担い、国連事務総長と直に、相談する立場である。2007年4月、第8代国際連合事務総長潘基文は、元ポルトガルの大統領のジョルジェ・サンパイオを『文明の同盟』国連上級代表に指名した。『文明の同盟』の事務局の事務所は、ニューヨークの国連本部内に置かれている。

## 実地計画書
2007年5月、『2007年ー2009年実行計画』を発表し、既存組織間における提携活動と、教育、人種統合と移人口移動、青少年、マスメディアに関するプロジェクトにより、目的達成をめざすとしている。
16ページから成る実施計画は、2部構成である。第1部には、2006年のHLGリポートを引用し、戦略と構造的枠組みや、年次フォーラムの計画が記されている。年次フォーラムには、各国や国際機関の代表者、および国連事務総長の指名したAoCアンバサダーなどが参加する。
第2部には、第1部の具体的な行動計画が記されている。2007年夏までに事務局スタッフは行動を開始することとされ、中間査定は2008年実施予定とされた。第1グループのアンバサダーは2007年末までにリストアップすること、第1回フォーラムは青少年をテーマとして2008年1月15日-16日にスペインで開催されること等が記された。

## プロジェクト

### 教育
情報センターを通じ、国家間と民族間の理解を改善する目的に共鳴する資料を発信するプラットフォームとしてのサービスを提供している。2009年に、宗教と信仰の情報センターに関する教育プロジェクトが発足した。このプロジェクトは、世界の多様な宗教、信仰、道徳、習慣および市民教育に関して学ぶものである。ガイドライン、学習および教育資源、関連組織へのリンク、機関紙、関連する出来事、オンラインフォーラムやニュースへのリンク等が含まれている。

### 人種統合と人口移動
人種統合の改善をめざす移民統合プログラムによって移民と受け入れ社会との関係性向上を目指している。移民コミュニティの統合が脆弱である場合、疎外や怨恨の感情を生むが、人種統合が良好な場合は、人種の多様性が発展と社会的団結をもたらすことが証明されている。人種統合の改善を目指すための手段の一つとして『移民と統合のためのオンライン・コミュニティ』というウェブサイトを開設した。このウェブサイトは、人種統合モデルの成功例を紹介し、様々な利害関係者間で実践している優れた慣例を紹介するウェブサイトである。このサイトをインターネットの発言の場として、よき成果のある慣例や経験を共有することができる。

### 青少年
青少年連帯ファンド（YSF）は、地方、国家および地域・国際レベルで文化間対話や宗際対話を推進する青少年の組織に対して、最大3万米ドルまでの支援を行う国際プログラムである。本プログラムにより資金提供を受けられるプロジェクトは、青少年を構成員とし、青少年の利益のために開発および実践されているものである。プロジェクトの継続期間は平均6ヶ月で、個人（青少年）および機関（青少年組織）の双方において、大きな成長と持続可能性が期待されている。

### メディア
同盟のメディア・プログラムは、二つの柱から成る
1. グローバル・エキスパーツ[4] - 複雑な政治的、社会的および宗教的問題に対し、迅速な反応と正確な分析等をインターネットで配信している。ジャーナリスト向けに、幅広い分野にわたるオピニオンリーダーを紹介している。
2. マスコミを対象とした研修プログラム - 急速に変化するグローバルなメディア環境下での文化的隔絶を報道する、ジャーナリストや世論形成者の支援を目的としている。

### グローバル・エキスパーツ

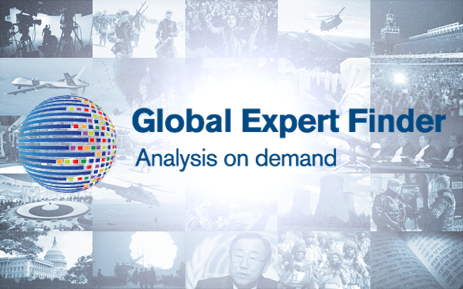
Global Expert Finder Logo（グローバル・エキスパーツの旧称）

グローバル・エキスパーツ（元はグローバル・エキスパート・ファインダーとして知られる）は、複雑な政治的、社会的および宗教的問題や危機に関して、世界中のジャーナリストに、迅速な反応と正確な分析をインターネットを通じて無料で提供している。これは、国連『文明の同盟』により開発され、メディア、学界、市民社会および、欧州委員会、国際ジャーナリストセンター、サーチ・フォー・コモン・グラウンド、国際危機グループ、およびメディア開発のためのグローバル･フォーラムなどを含む国際コミュニティのパートナー間のネットワークにより支援されている。
グローバル・エキスパーツは、勃発した事件に対応するために、メディア関係者に、速やかにどう反応すべきかを助言し、コメントを出し、識見を示す。複雑で極端化する問題に関してジャーナリストの理解を高めるために、信頼性の高いタイムリーな対応を提供する。特に、異文化間の危機が起こった際に、ジャーナリストや編集者およびプロデューサの業務をサポートしている。それは、多様なコミュニティー間の核心的問題についての視点を共有し、利用可能な論評の選択肢を拡げて、幅広い分野の専門家やオピニオンリーダーの活動を奨励するものである。
2010年7月21日、ニューヨーク・タイムズで、イスラム教世界への米国の関与についての諸問題について、討論を実施した。この討論は、ニューヨーク・タイムズの受賞コラムニストであるロジャー・コーエンがモデレータを務め、多くの著名な論客が登場した。

## 年次フォーラム

### 2008年度第1回フォーラム

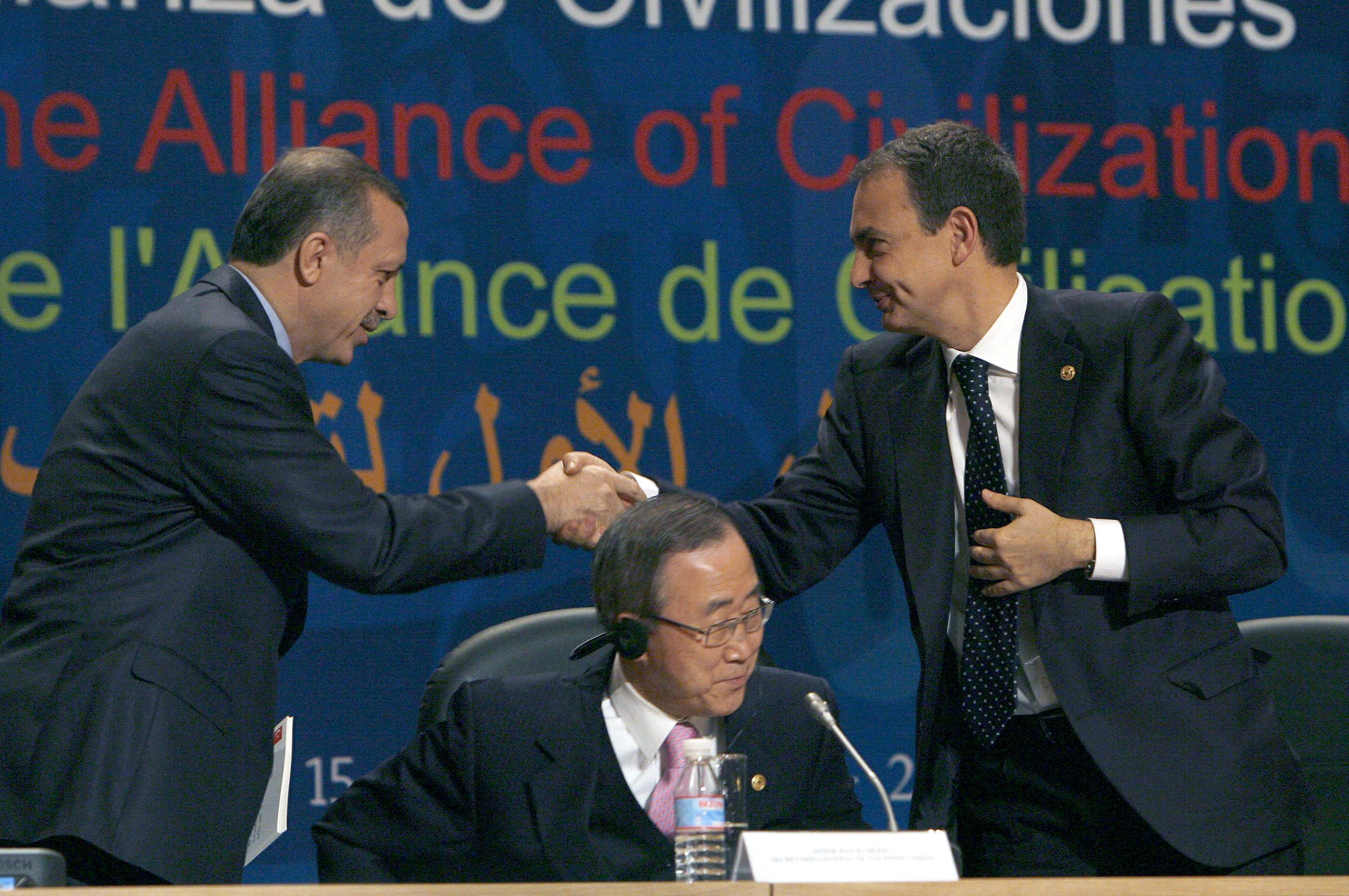
レジェップ・タイイップ・エルドアン (左)、潘基文 (中央)、ホセ・ルイス・ロドリゲス・サパテロ (右)

第1回年次フォーラムは、2008年1月15日-16日に、スペイン政府の主催により、スペインのマドリッドで開催された。78カ国からの89人の公式代表を含む900人以上が参加した。国家間および異文化間の格差を埋める橋渡しをし、相互理解を促進する新たなパートナーシップの確立を目的とし、世界中のあらゆる地域から、リーダー、活動家、学者および公人が招かれた。
1日半にわたり、政府首脳、閣僚および高級官僚、市民活動家およびノーベル賞受賞者、企業幹部、宗教リーダー、および第一線の学者が、互いに対話と議論をし、実践的な取り組みを開始し、地域や文化を超えての関係改善に向けた行動をとる決意を約束した。
このフォーラムでは、国際連合教育科学文化機関、アラブ連盟、ISESCO、アラブ連盟教育・文化および科学機関（ALESCO）、連邦市・地元政府連合体（UCLG）および欧州評議会との間で、メディア、教育等のプログラムに関する活動に関する覚書への調印なども行われた。

### 2009年度第2回フォーラム

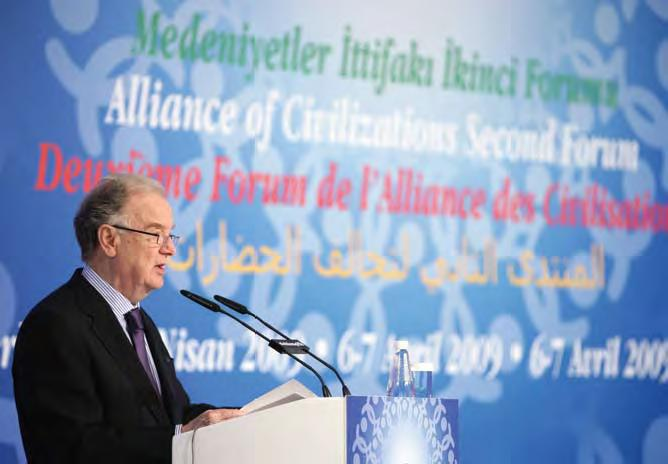
2009年度第2回フォーラムで講演するジョルジェ・サンパイオ

第2回年次フォーラムは、2009年4月6日-7日に、トルコのイスタンブールのチュラーン宮殿で開催され、2000名あまりの参加者が集まった。
このフォーラムでは、宗教と信仰に関する教育、同盟フェローシップ・プログラム、ダイアログカフェ、プルラルナ・レストア・トラスト、格差の解消および文明の同盟のリサーチ・ネットワークなどの、新たな活動を行うことが決定した。また、国際移住機関、イスラム協力機構、イベロアメリカ統合事務局、アンナ・リンド財団、フランコフォニー国際機関、ポルトガル語諸国共同体およびラテン連合などの7つの国際ネットワークとの協定に調印した。

### 2010年度第3回フォーラム

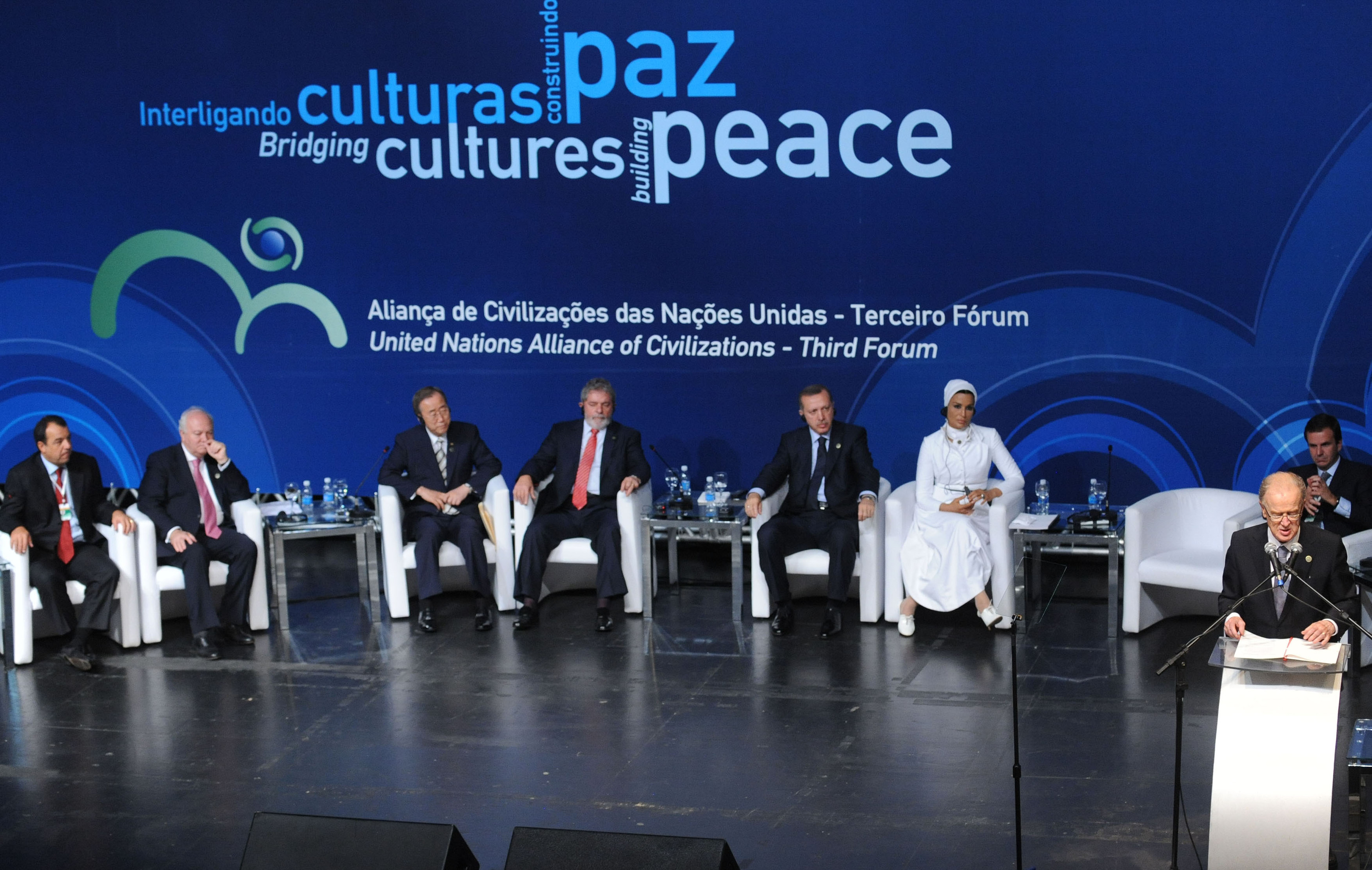
2010年度第3回フォーラム

第3回年次フォーラムは、2010年5月27日-29日に、『文化間隔差を埋め、平和を構築する』というテーマでリオデジャネイロで開催され、2000人を超える政治・財界リーダー、市民活動家、青少年、ジャーナリスト、財団および宗教リーダーが参加した。
参加者は、3日間のフォーラムを通じ、以下の議題について意見を交わした
- 不寛容と偏見を克服するために、いかなる行動を取るべきか
- ますます複雑化し多文化の傾向にある世界を生き抜いていくために、青少年は、いかなる手段を持たねばならないか
- グローバリゼーションが、人々の帰属感覚とアイデンティティにどのような影響を及ぼしているのか
- 経済的な格差が、多様なコミュニティ間の関係にどのように影響を及ぼしているのか
- メディアは、異文化間の隔差を埋め、他者の感受性を変えるためにいかなる貢献が可能か
- いかにすれば、人権と多様性への尊重に基づいた包摂的な社会を創造できるのか

このフォーラムの成果は、上級代表の第5代のポルトガル大統領ジョルジェ・サンパイオより、全参加者による公約が発表された。新たな活動として、世界の異なる地域に住む若者を結び付けるために最新のビデオ会議技術を利用したダイアログカフェを2箇所に開設すること、グローバル・ユース運動の第1回会議を開催すること、国連大学・文明の同盟のための国際研究所を創設すること、国際移住機関と提携した人種統合と人口移動のためのオンラインコミュニティを開設すること、などが掲げられた。

## 日本との関係
2014年5月22日-23日に、ニューヨークの国際連合本部ビルで開催されたスポーツ平和サミット(World Sports Values Summit for Peace and Development)において、日本の非営利団体である国際スポーツ振興協会との提携が発表された。

## 受賞
文明の同盟は、ルミ・フォーラムおよびジョージタウン大学平和・安全保障研究センター主催の『文明間対話賞（"Dialogue of Civilizations" award,）』に輝いた。同盟を代表し、スペインの首相のホセ・ルイス・ロドリゲス・サパテロとトルコの首相レジェップ・タイイップ・エルドアンが授与した。